# Dear Socks, Dear Buddy
Dear Socks, Dear Buddy: Kids' Letters to the First Pets (en español: Querido Socks, Querido Buddy: Cartas de Niños a las Primeras Mascotas) es un libro para niños de 1998 escrito por la entonces primera dama de los Estados Unidos, Hillary Rodham Clinton. Hace referencia a las dos mascotas que vivieron en la Casa Blanca durante la administración Clinton: Socks, el gato, y Buddy, el perro.

## Descripción
Incluye más de 50 cartas escritas a las "primeras mascotas" por niños y más de 80 fotografías de Socks y Buddy. Ejemplos de preguntas planteadas incluyen: "¿Quién les gusta más? ¿El señor Clinton? ¿La señora Clinton o Chelsea?" y "¿Cómo te gusta ser un perro, Buddy? A mí me gusta ser una persona." A Socks se le preguntó si se le permitía ver MTV y también se les preguntó si alguna vez fueron acariciados por las Spice Girls.
También incluye varias secciones de texto por Clinton, quien aborda los hábitos y rivalidad de las dos mascotas, así como la historia de las mascotas anteriores en la Casa Blanca. El texto también brinda consejos sobre el cuidado de mascotas y le dice a los padres que animen a sus hijos a expresarse a través de la escritura.
El último capítulo del libro se titula: "Una nota sobre salvar los parques y tesoros de Estados Unidos".

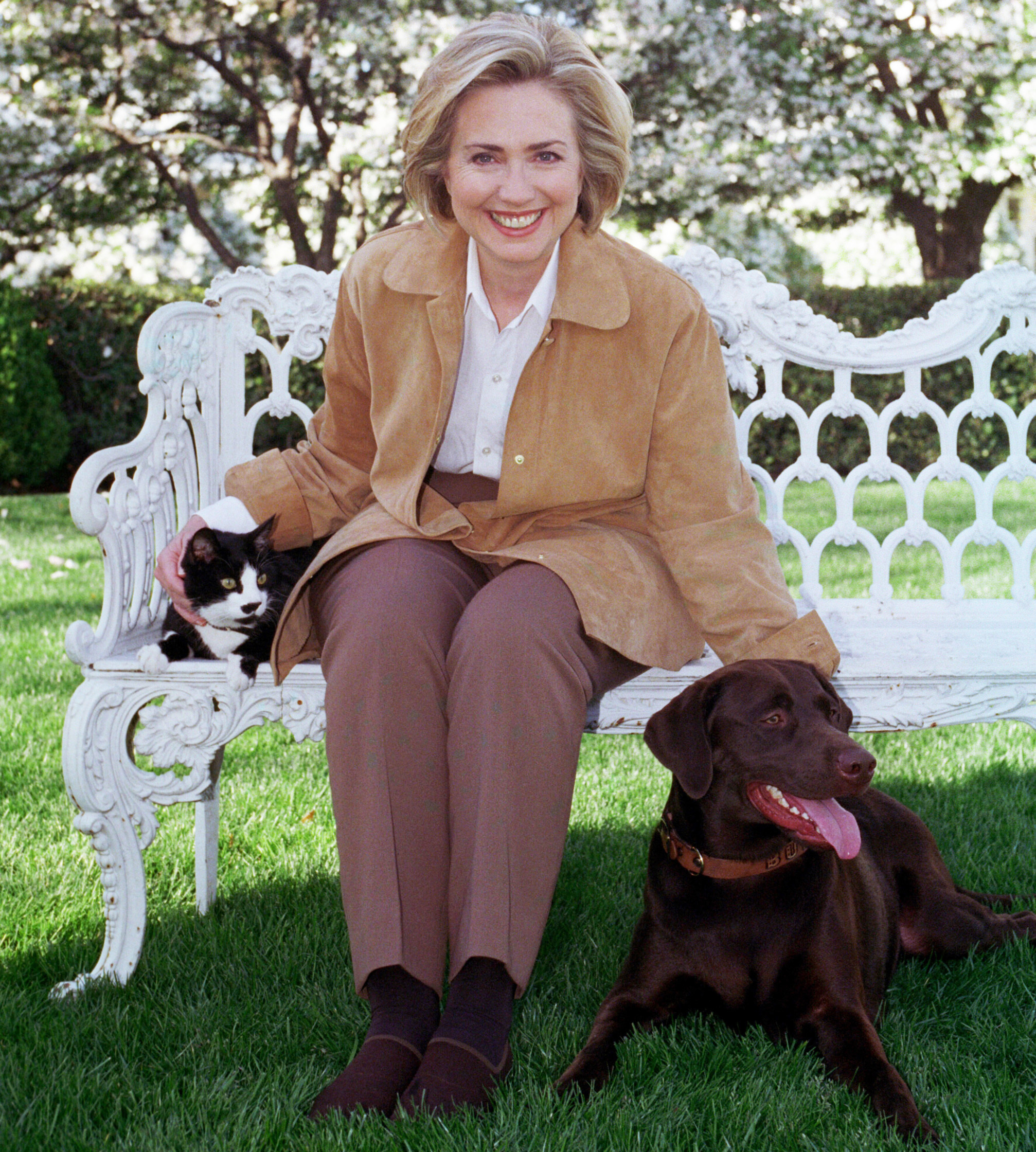
La Primera Dama con Socks y Buddy en 1999

## Historia
La idea para el libro se originó con la editorial de Clinton, Simon & Schuster, interesada en una continuación al best seller de Clinton de 1996, Es Labor de Todos. Con esto, también siguió las huellas del esfuerzo que hizo en 1990 la ex primera dama Barbara Bush con Millie's Book (El Libro de Millie), sobre el anterior perro de la Casa Blanca. Los planes para Dear Socks, Dear Buddy fueron anunciados en junio de 1998 y se comunicó que Linda Kulman, una reportera con residencia en Washington, asistiría a Clinton en la redacción. La revista Book posteriormente caracterizaría el rol de Kulman como el de una escritora fantasma.
El libro tuvo su primera impresión de entre 400,000 a 500,000 copias.  Sus ventas reales fueron alrededor de 350,000 copias. El libro no se vendió tan bien como Es Labor de Todos, en parte porque la naturaleza del libro era diferente y en parte porque Clinton no se comprometió al mismo nivel de actividad promocional para el mismo. El libro salió a la venta mientras el escándalo Lewinsky se convertía en el impeachment de Bill Clinton, que contribuyó a los esfuerzos reducidos de Clinton en la promoción del libro.

## Regalías
Todas las ganancias procedentes de las ventas del libro y de los derechos de publicación relacionados fueron donados a la Fundación del parque nacional, la caridad oficial del Servicio de Parques Nacionales de Estados Unidos. La fundación mantuvo el copyright del libro, lo cual simplificó aspectos impositivos de la donación comparado a lo que tuvo que hacerse con Es Labor de Todos.